# 羽屋
羽屋（はや）は、大分県大分市の地名。現行行政地名は羽屋一丁目から羽屋四丁目。住居表示実施済区域。

## 地理
大分市の中心部に位置し、東に古国府、南東に花園、南に豊饒、西に二又町、北西に羽屋新町、北に上田町と接している。

## 歴史

### 沿革
- 2021年（令和3年）1月16日 - 住居表示を実施に伴い、大字羽屋、大字豊饒の各一部（通称は羽屋、羽屋新町、花園（各一部））から、羽屋一丁目から羽屋四丁目を新設[5]。

### 町名の変遷
| 実施後     | 実施年月日               | 実施前（各町名ともその一部）                       | 実施前（各町名ともその一部） |
| 実施後     | 実施年月日               | 公称                                               | 通称                         |
| ---------- | ------------------------ | -------------------------------------------------- | ---------------------------- |
| 羽屋一丁目 | 2021年（令和3年）1月16日 | 大字羽屋、大字羽屋字梶伐田（各一部）               | 羽屋（一部）                 |
| 羽屋二丁目 | 2021年（令和3年）1月16日 | 大字羽屋、大字羽屋字稲葉、大字羽屋字池田（各一部） | 羽屋、羽屋新町（各一部）     |
| 羽屋三丁目 | 2021年（令和3年）1月16日 | 大字羽屋、大字羽屋字七ノ坪（各一部）               | 羽屋、花園（各一部）         |
| 羽屋四丁目 | 2021年（令和3年）1月16日 | 大字羽屋、大字羽屋字不定、大字豊饒（各一部）       | 羽屋（一部）                 |

## 世帯数と人口
2022年（令和4年）3月31日現在（大分市発表）の世帯数と人口は以下の通りである。
| 丁目       | 世帯数    | 人口    |
| ---------- | --------- | ------- |
| 羽屋一丁目 | 99世帯    | 246人   |
| 羽屋二丁目 | 212世帯   | 482人   |
| 羽屋三丁目 | 539世帯   | 1,350人 |
| 羽屋四丁目 | 504世帯   | 1,028人 |
| 計         | 1,354世帯 | 3,106人 |

## 学区
市立小・中学校に通う場合、学区は以下の通りとなる（2022年4月時点）。
| 丁目       | 番・番地等 | 小学校             | 中学校               |
| ---------- | ---------- | ------------------ | -------------------- |
| 羽屋一丁目 | 全域       | 大分市立豊府小学校 | 大分市立南大分中学校 |
| 羽屋二丁目 | 全域       | 大分市立豊府小学校 | 大分市立南大分中学校 |
| 羽屋三丁目 | 全域       | 大分市立豊府小学校 | 大分市立南大分中学校 |
| 羽屋四丁目 | 全域       | 大分市立豊府小学校 | 大分市立南大分中学校 |

## 交通
- 国道210号

## 施設
- 大分記念病院[7]

## その他

### 日本郵便
- 郵便番号 : 870-0854[2]（集配局 : 大分中央郵便局[8]）。